# Cyathea costalisora
Cyathea costalisora är en ormbunkeart som beskrevs av Edwin Bingham Copeland. Cyathea costalisora ingår i släktet Cyathea och familjen Cyatheaceae. Inga underarter finns listade.